# ミルリノン
ミルリノン(Milrinone)は、心不全の治療に用いられる医薬品で、ミルリーラの商標名で知られる。後発医薬品も販売されている。ホスホジエステラーゼ3阻害剤で、心臓収縮を増やし、肺血管抵抗を減らす。また、血管拡張薬として心臓の圧力増加（後負荷）を軽減し、ポンプ作用を改善する。ミルリノンは心臓疾患を持つ患者に長年用いられてきたが、臨床使用に対して議論を呼ぶ副作用が存在する可能性が研究からは示唆されている。
全体として、ミルリノンは環状アデノシン一リン酸(cAMP)の分解を減少させ、収縮性や心拍数に寄与する多くの構成要素のリン酸化レベルを増加させることによって心臓の心室機能を助ける。心臓手術後のミルリノンの使用は、術後の心房性不整脈のリスクが増大する可能性があるため、その是非が議論されている。短期的には、ミルリノンは心不全を抱える患者に良い影響を及ぼし、心臓手術後の心機能の維持に効果的な治療法であると考えられているが、長期的な生存に関して効果があるとの証拠はない。心機能障害が認められる重症患者に対しては、使用を勧める質の高い証拠は限られている。

## 心臓の収縮
心不全の既往症患者では心筋の収縮能が著しく低下するが、それには様々なメカニズムが存在する。収縮機能の低下に関する主要な問題としては、カルシウム濃度の不均衡に起因する問題がある。カルシウムは、ミオシンとアクチンが相互作用することを可能にし、それにより心筋細胞内での収縮の開始を可能にする。心不全の既往症患者では、心筋細胞内のカルシウム濃度が低下し、その結果収縮が減少すると心臓から循環器系に押し出される血液の量も減少する。この心拍出量の減少は、疲労、失神や末梢組織への血流の減少に関連する他の問題等、多くの全身的な影響を引き起こす可能性がある。

## 作用機序
cAMPはプロテインキナーゼA(PKA)の活性を増加させる。PKAは、心筋中の収縮機構に関わる多くの構成要素をリン酸化する酵素である。短期的には、これにより収縮力が高まる。ホスホジエステラーゼは、cAMPを分解する酵素である。そのため、ホスホジエステラーゼが細胞内のcAMPの濃度を下げると、細胞内のPKAの活性も低下し、収縮力が弱まる。
ミルリノンはホスホジエステラーゼ3の活性を阻害し、cAMPの分解を防止する。cAMPの濃度が増加すると、PKAの活性も増加する。PKAは、カルシウムチャネルやミオフィラメントなど、心筋内の多くの構成要素をリン酸化する。カルシウムチャネルのリン酸化により、細胞内へのカルシウムの流入が増える。これにより収縮が増加する。PKAはまたカリウムチャネルもリン酸化し、活性化する。カリウムチャネルは心筋細胞の再分極を引き起こし、細胞が脱分極して収縮を産み出す速度を速める。PKAはミオフィラメントの構成要素もリン酸化し、アクチンとミオシンが相互作用しやすくし、収縮を増加させる。ミルリノンは、心不全の患者では下方制御されているように見えるβアドレナリン受容体とは無関係に心機能を刺激することができる。

## 臨床応用
ミルリノンは、重症肺動脈性肺高血圧症患者の治療に一般的に用いられる。しばしばシルデナフィル等の他の医薬品と組み合わせて用いられる。